# Juvenal Palmera Baquero
Juvenal Ovidio Palmera Baquero (Valledupar, 17 de abril de 1908-Asunción, 6 de octubre de 2002) fue un letrado, abogado, filósofo y político colombiano, miembro del Partido Liberal Colombiano.

## Biografía
Palmera, abogado de la Universidad Nacional de Colombia y miembro de una familia reconcida en la región, ocupó varios cargos públicos en su región. Fue también Magistrado de la Corte Suprema de Justicia, y un reconocido jurista en su región, siendo llamado La Conciencia Jurídica del Cesar.

## Familia
Uno de sus hijos es el militante de izquierda y exguerrillero de las Fuerzas Armadas Revolucionarias de Colombia - Ejército del Pueblo (FARC-EP), Ricardo Palmera "Simón Trinidad", preso en Estados Unidos desde 2004.